# Lucero (cantante)
Lucero Hogaza León (Ciudad de México, 29 de agosto de 1969), conocida artísticamente como Lucero, es una cantautora, actriz, presentadora de televisión y empresaria mexicana/Española. Es conocida también como la Novia de América. Desde niña comenzó protagonizando programas infantiles en la televisión mexicana. Luego lanzó una serie de álbumes exitosos. Algunas de sus canciones alcanzaron la cima de la mayoría de las listas latinas, incluidas las listas de Billboard en Estados Unidos.  Recibió su primer papel protagónico en la película Coqueta y filmó un total de siete películas. 
Lucero ha protagonizado nueve telenovelas mexicanas y ha ganado más premios TVyNovelas que cualquier otra actriz. Lucero ha sido conductora de los Premios Grammy Latinos en ocho ocasiones, y ha sido la cara del programa de recaudación de fondos Teletón México.

## Biografía

### Inicios: 1982-1984
Comenzó su carrera como Lucerito, cuando tenía 10 años, en los programas de variedades de televisión: Alegrías de mediodía y Chiquilladas de Televisa. Fue la anfitriona de los concursos de canto infantil Juguemos a cantar y América ésta es tu canción.
En 1982, a la edad de 13 años, grabó su primer álbum Te prometo. Protagonizó su primera telenovela con la adaptación de la telenovela argentina Andrea Celeste.
Filmó la película Coqueta, al lado de Pedro Fernández una de las películas más acogidas y transmitidas por Televisa.[cita requerida]

### 1985-1989: La aceptación en la actuación y la música
En 1985, filma la película Fiebre de amor, junto al cantante Luis Miguel con el cual se lleva una Diosa de Plata y el logro del soundtrack más vendido de Lucerito. Ese mismo año viene su tercer producción musical bajo el nombre de Fuego y ternura. 
En 1986 lanza el LP Un pedacito de mí del cual se desprenden los sencillos «Todo el amor del mundo» y «Era la primera vez». Más tarde vendrían otras tres películas como Escápate conmigo (1988), Quisiera ser hombre (1989) y Deliciosa sinvergüenza (1990).
Para 1988, bajo el sello de la discográfica Melody, llega Lucerito, producción del cual se desprendieron los sencillos «No me hablen de él», «Tu amiga fiel», «Vete con ella» y «Millones mejor que tú».

### 1989-1999: La novia de América, la cúspide de su carrera
En 1989 protagoniza su primera telenovela como protagonista joven, Cuando llega el amor producción de Carla Estrada, donde también interpretó el tema musical y trabajó a lado de los actores Omar Fierro, Nailea Norvind, Eric del Castillo e Irán Eory.
Bajo el sello de Melody, lanza el LP Cuéntame. Con las canciones «Corazón a la deriva», «Tanto» y «Cuéntame», esta última incluida en las 100 canciones del pop en español más representativas de los años 1980, alcanzó el 2.º lugar en el Top Latin Songs de Billboard por más de 25 semanas en México, Costa Rica y Argentina. «Corazón a la deriva" consiguió el 8.º lugar en el Top Latin Songs de Billboard por más de 14 semanas, en México el 2.º lugar, en Costa Rica número uno y Argentina en 5.º lugar.
En la década de 1990 incursiona en el género ranchero con el CD Con mi sentimiento certificándose con dos discos de platino.
Regresa nuevamente al pop con el sencillo «Solo pienso en ti» del cual se desprenden dos de los clásicos de Lucero «Ya no» y «Electricidad» los dos números uno en México, temas románticos escritos por Rafael Pérez Botija. En 1992 lanza Lucero de México colocando temas como «Llorar» de Joan Sebastian, «Que no quede huella» de José Guadalupe Esparza y «Tristes recuerdos».
En 1993 graba otro disco con el sello de Melody bajo el nombre de Lucero e incluyó el tema «Los parientes pobres», que llega junto con la telenovela del mismo nombre, en la que fue la protagonista junto con Ernesto Laguardia, producción que contenía «Veleta», «El número uno» y «Sobreviviré», también de Rafael Pérez Botija, seguido del CD Siempre contigo.
En 1995 trabaja en la telenovela Lazos de amor, con Carla Estrada, historia en la que se veía a Lucero interpretar a unas trillizas separadas por un accidente automovilístico —además de interpretar a su madre de las tres cuando eran pequeñas—, en la que también interpretó el tema musical cuyo sencillo tiene el mismo nombre, además de cantar el tema principal e interpretar a tres personajes trillizas en donde comparten escenas inéditas.
Para 1997 apuesta por Piel de ángel también bajo el sello de Melody, producción de la cual se desprenden «Tácticas de guerra», «Toda la noche», «Quiero», «Historias de amores» y «Una vez más».
En 1999, decide ofrecer un concierto de celebración en vivo en la Plaza de toros Monumental de México, ante un recinto con lleno total, más de 30 000 personas en donde se grabó doble CD con los éxitos de la intérprete en vivo, con 15 temas pop y 17 temas en ranchero.

### 2000-presente: Consolidación artística
En 2000 protagoniza Mi destino eres tú por cuarta vez con Carla Estrada compartiendo créditos con Jorge Salinas, Jaime Camil, Mauricio Islas y Susana Zabaleta, además interpretó el tema principal grabando el disco Mi destino del que se desprendieron sencillos como «Mi destino eres tú», «No puedo más» y «Cada Latido»; Los dos primeros tienen versión en inglés.
En 2002 se hizo un concierto en el Auditorio Nacional, donde fue acompañada por el tenor Plácido Domingo, quienes brindaron un concierto a favor de la Fundación vamos México, el 16 de octubre de ese año.
En 2004, Lucero participó como coestelar en la película Zapata, el sueño del héroe, cinta basada en la vida del héroe mexicano Emiliano Zapata, al lado de Alejandro Fernández y bajo la dirección de Alfonso Arau.
Para 2005 y después de haber hecho una corta temporada en teatro en la obra Regina, Lucero vuelve a protagonizar una telenovela, bajo la producción de Carla Estrada —por quinta y última vez hasta la fecha—, con el nombre de Alborada compartiendo créditos con Fernando Colunga, Daniela Romo, Arturo Peniche y Mariana Garza.
En 2006, bajo el sello de EMI Music, Lucero lanzó al mercado Quiéreme tal como soy, en homenaje al compositor Rafáel Pérez Botija, del cual se desprenden temas como «O tú o nada», «La gata bajo la lluvia» y «La única que te entiende», este material obtuvo un disco de oro.
Este mismo año es invitada por la Academia Latina de la Grabación a presentar junto con el cantante de salsa Víctor Manuelle la 7.ª entrega del Grammy Latino en la ciudad de Nueva York. Es nuevamente elegida para presentar la 8.ª Entrega en el 2007 junto al comediante Eugenio Derbez —ambos repiten actuación en 2009 en la décima entrega—.
En 2007, para celebrar 27 años de carrera, Lucero ofreció un concierto en el Auditorio Nacional ante más de 10 000 personas; de tal concierto se editó un CD y DVD dobles los cuales salieron a la venta ese mismo año.
El 5 de enero de 2008 Lucero inició un nuevo proyecto en su carrera artística: un programa de radio vía internet llamado ¿Qué onda, Lucero? junto a los conductores venezolanos Marcos Urdaneta y Elvira Villasmil en donde se presentan entrevistas con diferentes personalidades del espectáculo que han compartido escenario con la cantante. También en 2008 regresa a las telenovelas en Mañana es para siempre, una producción de Nicandro Díaz González donde comparte créditos con Fernando Colunga, Silvia Navarro, Sergio Sendel y Rogelio Guerra, finalizado en 2009.
En 2010 protagonizó la telenovela Soy tu dueña junto a Gabriela Spanic y Fernando Colunga, por segunda vez con Nicandro en la producción.
En el mismo año Lucero lanza su álbum de estudio, Indispensable el primer día que sale a la venta debuta en el primer lugar de iTunes, el primer sencillo promocional «Dueña de tu amor» se coloca en los primeros lugares de radio en México, Estados Unidos y Costa Rica, siendo este el elegido como nominado por la revista People en Español como «Canción del Año», por lo que en 2011 Lucero vuelve a los sets de grabación, para traer el vídeo del tercer sencillo «Esta vez la primera soy yo». En junio del mismo año lanza una balada «Eres todo».
A finales de 2011 lanza al mercado Mi secreto de amor y en 2012 lanza Un Lu*Jo junto a Joan Sebastian. En él hay tres duetos y cuatro canciones en solitario de cada uno, bajo la composición de las canciones y producción del propio Joan Sebastian.
En 2012, estelariza junto con Jaime Camil la telenovela Por ella soy Eva, producción de Rosy Ocampo. El 25 de octubre de 2012 ofrece un concierto en el Auditorio Nacional con casi 10 000 asistentes, celebrando 32 años de carrera; el concierto fue grabado en DVD.
En noviembre de 2014, Lucero lanza un disco de baladas y rancheras inspiradas en Ana Gabriel. Esto se suma a la conducción que realiza en Telemundo en el programa de talentos Yo soy el artista. En este año se publican fotos de su novio cazando animales lo cual crea gran polémica en redes. 
En 2015 laza al mercado brasileño el EP Dona Desse Amor que contiene los sencillos: «Dona Desse Amo», «Nao Me Deixe Ir», «Nao Amor Como Eu Amei» y «Refugio E Liberdade», que son versiones en portugués de sus temas en español: «Dueña de tu amor», «No me dejes ir», «No pudiste amar así» y «Mi refugio y libertad», esto debido a que estos sencillos se habían dado a conocer en Brasil, durante la exhibición de las telenovelas: Por ella soy Eva y Soy tu dueña por la cadena SBT de las cuales formaban parte de las bandas sonoras.
En 2016 es invitada por la cadena SBT a participar en la telenovela Carinha de Anjo, versión local de la telenovela mexicana Carita de ángel de Televisa, interpretando a Teresa, la madre fallecida de Dulce María, protagonista de la historia.
Para 2017 lanza dos álbumes al mercado, el primero Enamorada con banda donde recopila doce éxitos al ritmo de banda y el segundo Brasileira lanzado principalmente para el mercado brasileño, en este último se incluyen los temas interpretados por Lucero en la telenovela Carinha de Anjo, entre ellos el tema principal homónimo, que es una versión en portugués del tema en español Carita de ángel interpretado por Tatiana, así como algunos temas del álbum Aquí estoy. 
Este mismo año marca su regreso a las pantallas mexicanas en la cadena Televisa, donde reaparece para promocionar su álbum, Enamorada con banda en algunos programas de dicha empresa como Hoy y del canal de música grupera Bandamax, este último le otorga este año el Premio Bandamax a Solista Femenina del Año.

## Vida personal
El 18 de enero de 1997 Lucero y Manuel Mijares se casaron en el Colegio de las Vizcaínas en México. Su enlace matrimonial fue televisado bajo la conducción de Silvia Pinal. El 4 de marzo de 2011 la pareja de cantantes anuncia mediante un comunicado de prensa su separación; el divorcio se dio en buenos términos. Tienen dos hijos, José Manuel y Lucero.

## Discografía completa
Con más de 30 millones de discos vendidos alrededor del mundo, Lucero se encuentra en la lista del Top 65 de los artistas en español con mayores ventas (Anexo: Artistas musicales con mayores ventas que han cantado en español). En la actualidad varios de sus discos siguen distribuyéndose en el mercado latino, desde 2001 hasta 2010 cuenta con solo dos producciones totalmente inéditas, “Mi destino eres tú” e “Indispensable”. En los últimos años, sus trabajos discográficos han sido dentro del género de banda sinaloense.

### Álbumes de estudio
| Año de publicación | Título del álbum                  |
| 2020               | 20y20                             |
| 2019               | Sólo me faltabas tú               |
| 2019               | Brasileira en vivo                |
| 2018               | Enamorada en vivo                 |
| 2018               | Más enamorada con banda           |
| 2017               | Brasileira                        |
| 2017               | Enamorada con banda               |
| 2014               | Aquí estoy                        |
| 2013               | Lucero en Concierto               |
| 2012               | Un Lu*Jo                          |
| 2011               | Mi secreto de amor                |
| 2010               | Indispensable                     |
| 2007               | Lucero en vivo Auditorio Nacional |
| 2006               | Quiéreme tal como soy             |
| 2004               | Cuando sale un lucero             |
| 2002               | Un nuevo amor                     |
| 2000               | Mi destino                        |
| 1999               | Un Lucero en la México            |
| 1998               | Cerca de ti                       |
| 1997               | Piel de ángel                     |
| 1994               | Siempre contigo                   |
| 1994               | Cariño de mis cariños             |
| 1993               | Lucero                            |
| 1992               | Lucero de México                  |
| 1991               | Sólo pienso en ti                 |
| 1990               | Con mi sentimiento                |
| 1989               | Cuéntame                          |
| 1988               | Lucerito                          |
| 1986               | Un pedacito de mí                 |
| 1985               | Fuego y ternura                   |
| 1984               | Con tan pocos años                |
| 1982               | Te Prometo o Él                   |

### Canciones para telenovelas
- Cuando llega el amor - Cuando llega el amor
- Los parientes pobres - Los parientes pobres
- Lazos de amor - Lazos de amor
- Mi destino eres tú - Mi destino eres tú
- Soy tu dueña - Golondrinas viajeras (dueto con Joan Sebastian) / Dueña de tu amor (tema de cierre)
- Corazón apasionado - Corazón apasionado
- Por ella soy Eva - No me dejes ir (tema de cierre)[33]
- Carinha de Anjo - Carinha de Anjo (Carita de Angel) / Joia Rara / Filha Linda / Pequena Aprendiz / Cadinho de Amor (dueto con Lorena Queiroz) / Era Uma Vez (dueto con Lorena Queiroz) / Aquarela
- Los ricos también lloran - Me reviviste (dueto con Cristian Castro) / Los ricos también lloran (tema de cierre)
- Tu vida es mi vida - Tu vida es mi vida
- Velvet: el nuevo imperio - Laberinto (dueto con Manuel Mijares)[34]

### Canciones para películas
- Mulan - Mi Reflejo (versión para Hispanoamérica)

## Filmografía

### Televisión
| Año       | Título                       | Personaje                                                       |
| --------- | ---------------------------- | --------------------------------------------------------------- |
| 1982-1983 | Chispita                     | Isabel "Chispita"                                               |
| 1986      | Mujer, casos de la vida real | Chelo                                                           |
| 1989-1990 | Cuando llega el amor         | Isabel Contreras                                                |
| 1993      | Los parientes pobres         | Margarita Santos                                                |
| 1995-1996 | Lazos de amor                | María Guadalupe Salas María Fernanda y María Paula Rivas Iturbe |
| 2000      | Mi destino eres tú           | Andrea San Vicente                                              |
| 2005-2006 | Alborada                     | María Hipólita Díaz de Guzmán                                   |
| 2008-2009 | Mañana es para siempre       | Bárbara Greco de Elizalde                                       |
| 2010      | Soy tu dueña                 | Valentina Villalba "La Dueña"                                   |
| 2012      | Una familia con suerte       | Ella misma                                                      |
| 2012      | Por ella soy Eva             | Helena Moreno                                                   |
| 2016-2018 | Carinha de Anjo              | Teresa Rezende Lários                                           |
| 2019      | La voz Kids (México)         | Entrenadora                                                     |
| 2021      | El retador                   | Jueza                                                           |
| 2023-2024 | El gallo de oro              | Bernarda Cutiño                                                 |

### Películas
| Año  | Proyecto                   | Personaje        |
| ---- | -------------------------- | ---------------- |
| 1983 | Coqueta                    | Rocío            |
| 1984 | Delincuente                | Cecilia          |
| 1985 | Fiebre de amor             | Lucerito         |
| 1988 | Escápate conmigo           | Lucerito         |
| 1989 | Quisiera ser hombre        | Manuela / Manuel |
| 1990 | Deliciosa sinvergüenza     | Lucero           |
| 1999 | Tarzán                     | Jane (voz)       |
| 2004 | Zapata, el sueño del héroe | Esperanza        |
| 2025 | Nuestros tiempos           | Nora Cervantes   |

### Conducción
| Año        | Proyecto                                        |
| ---------- | ----------------------------------------------- |
| 1980-1981  | Alegrías de mediodía                            |
| 1982       | Chiquilladas                                    |
| 1982-1984  | América esta es tu canción                      |
| 1982-1984  | Juguemos a cantar                               |
| 1996       | Entrega de premios El Heraldo de México         |
| 2002       | 5ª visita pastoral de SS Juan Pablo II a México |
| 2005, 2007 | Entrega de premios TV y Novelas                 |
| 2006-2009  | Latin Grammy celebra                            |
| 2006-2009  | Fiesta Mexicana                                 |
| 1997-2013  | Teletón México                                  |
| 2006-2013  | Latin Grammy Awards                             |
| 2012-2013  | Teletón USA                                     |
| 2014       | Yo soy el artista                               |

## Teatro
| Año  | Obra                                             | Personaje          |
| ---- | ------------------------------------------------ | ------------------ |
| 1986 | Don Juan Tenorio                                 | Doña Inés de Ulloa |
| 2003 | Regina: un musical para una nación que despierta | Regina             |